# 波蘭科學院
波蘭科學院（波蘭語：Polska Akademia Nauk，縮寫：PAN）是波蘭頂級的學術機構，總部位於華沙。波蘭科學院成立於1951年，當時是波蘭人民共和國初期。

## 外部連結
- PAN website （页面存档备份，存于） (click on British flag icon for English-language content)